# Komet Van Biesbroeck
Komet Van Biesbroeck (uradna oznaka je 53P/Van Biesbroeck) je periodični komet z obhodno dobo okoli 12,5 let. Komet pripada Jupitrovi družini kometov.

## Odkritje
Komet je odkril 1. septembra 1954 belgijsko-ameriški astronom George Van Biesbroeck (1880 – 1974).

## Lastnosti
Premer jedra kometa je 6,66 km .
Komet Van Biesbroeck in komet Neujmin 3 sta dela istega kometa, ki je razpadel marca 1845 .